# Gornostajewka (Lgow)
Gornostajewka (russisch Горностаевка) ist ein Dorf (derewnja) in der Oblast Kursk in Russland. Es gehört zum Rajon Lgow und zur Landgemeinde (selskoje posselenije) Gustomojski selsowjet.

## Geographie
Der Ort liegt gut 82 km Luftlinie südwestlich des Oblastverwaltungszentrums Kursk im südwestlichen Teil der Mittelrussischen Platte, 16 km westlich des Rajonverwaltungszentrums Lgow, 3,5 km vom Sitz des Dorfsowjet – Gustomoi, 41 km von der Grenze zwischen Russland und der Ukraine, am Fluss Gustomoi im Becken des Seim.

### Klima
Das Klima im Ort ist wie im Rest des Rajons kalt und gemäßigt. Es gibt während des Jahres eine erhebliche Niederschlagsmenge. Dfb lautet die Klassifikation des Klimas nach Köppen und Geiger.

## Bevölkerungsentwicklung
| Jahr | Einwohner |
| ---- | --------- |
| 2002 | 53        |
| 2010 | 13        |

Anmerkung: Volkszählungsdaten

## Verkehr
Gornostajewka liegt 4 km von der Straße regionaler Bedeutung 38K-017 (Kursk – Lgow – Rylsk – Grenze zur Ukraine) als Teil der Europastraße E38, 1,5 km von der Straße interkommunaler Bedeutung 38N-354 (38K-017 – Seleninski) und 11 km von der nächsten Eisenbahnhaltestelle 387 km (Eisenbahnstrecke 322 km – Lgow-Kijewskij) entfernt.
Der Ort liegt 156 km vom internationalen Flughafen von Belgorod entfernt.